# LaMoure
LaMoure è un centro abitato (city) degli Stati Uniti d'America, capoluogo della Contea di LaMoure, nello Stato del Dakota del Nord. Nel censimento del 2000 la popolazione era di 944 abitanti. La città è stata fondata nel 1892. Il nome della città deriva da Judson LaMoure, legislatore territoriale (anche la Contea di LaMoure e le città di Jud e Judson hanno preso il suo nome); uno dei suoi discendenti è il famoso scrittore Louis L'Amour.

## Geografia fisica
Secondo i rilevamenti dell'United States Census Bureau, la località di LaMoure si estende su una superficie di 3,30 km², tutti occupati da terre.

## Popolazione
Secondo il censimento del 2000, a LaMoure vivevano 944 persone, ed erano presenti 238 gruppi familiari. La densità di popolazione era di 285 ab./km². Nel territorio comunale si trovavano 433 unità edificate. Per quanto riguarda la composizione etnica degli abitanti, il 99,15% era bianco e lo 0,42% era nativo. Lo 0,11% apparteneva ad altre razze, mentre lo 0,32% a due o più razze. La popolazione di ogni razza ispanica corrispondeva allo 0,64% degli abitanti.
Per quanto riguarda la suddivisione della popolazione in fasce d'età, il 27,4% era al di sotto dei 18, il 4,4% fra i 18 e i 24, il 24,4% fra i 25 e i 44, il 18,2% fra i 45 e i 64, mentre infine il 25,5% era al di sopra dei 65 anni di età. L'età media della popolazione era di 41 anni. Per ogni 100 donne residenti vivevano 88,8 maschi.